# Finland op de Olympische Zomerspelen 1980
Finland nam deel aan de Olympische Zomerspelen 1980 in Moskou, Sovjet-Unie. De ploeg, bestaande uit 99 mannen en zes vrouwen, eindigde op de twaalfde plaats in het medailleklassement, dankzij drie gouden, één zilveren en vier bronzen medailles.

## Medailleoverzicht
| Sport        | Olympiër                      | Onderdeel                | Medaille |
| ------------ | ----------------------------- | ------------------------ | -------- |
| Boogschieten | Tomi Poikolainen              | individueel (m)          | Goud     |
| Roeien       | Pertti Karppinen              | skiff (m)                | Goud     |
| Zeilen       | Esko Rechardt                 | finn                     | Goud     |
| Atletiek     | Kaarlo Maaninka               | 10000m (m)               | Zilver   |
| Atletiek     | Kaarlo Maaninka               | 5000m (m)                | Brons    |
| Boogschieten | Päivi Meriluoto               | individueel (v)          | Brons    |
| Worstelen    | Mikko Huhtala                 | -74kg Grieks-Romeins (m) | Brons    |
| Zeilen       | Jouko Lindgrén Georg Tallberg | 470                      | Brons    |

## Deelnemers en resultaten

### Atletiek
| Olympiër                   | Onderdeel                | Resultaat | Prestatie                                                                       |
| -------------------------- | ------------------------ | --------- | ------------------------------------------------------------------------------- |
| Antti Loikkanen            | 1500m (m)                | 14e       | serie 3: 3de in 3.40,5 halve finale 1: 6de in 3.44,0                            |
| Kaarlo Maaninka            | 5000m (m)                | Brons     | serie 3: 6de in 13.45,8 halve finale 1: 3de in 13.40,2 finale: 3de in 13.22,0   |
| Martti Vainio              | 5000m (m)                | 11e       | serie 2: 8ste in 13.45,2 halve finale 2: 6de in 13.30,4 finale: 11de in 13.32,1 |
| Kaarlo Maaninka            | 10000m (m)               | Zilver    | serie 1: 2de in 28.30,96 finale: 2de in 27.44,28                                |
| Martti Vainio              | 10000m (m)               | 13e       | serie 3: 4de in 28.59,81 finale: 13de in 28.46,22                               |
| Lasse Virén                | 10000m (m)               | 5e        | serie 1: 4de in 28.45,72 finale: 5de in 27.50,46                                |
| Arto Bryggare              | 110m horden (m)          | 14e       | serie 3: 2de in 13,77 halve finale 2: 3de in 13,78 finale: 6de in 13,76         |
| Tommy Ekblom               | 3000m steeplechase (m)   | 12e       | serie 1: 6de in 8.27,8 halve finale 2: 4de in 8.24,3 finale: 12de in 8.40,9     |
| Vesa Laukkanen             | 3000m steeplechase (m)   | 17e       | serie 2: 6de in 8.38,4 halve finale 1: 10de in 8.33,3                           |
| Martti Vainio              | 3000m steeplechase (m)   | 11e       | serie 2: 8ste in 13.45,2 halve finale 2: 6de in 13.30,4 finale: 11de in 13.32,1 |
| Jouni Kortelainen          | marathon (m)             | DNF       | niet gefinisht                                                                  |
| Håkan Spik                 | marathon (m)             | 32e       | 2:22.24                                                                         |
| Lasse Virén                | marathon (m)             | DNF       | niet gefinisht                                                                  |
| Reima Salonen              | 20km snelwandelen (m)    | 9e        | 1:31.32,0                                                                       |
| Reima Salonen              | 50km snelwandelen (m)    | DNF       | niet gefinisht                                                                  |
| Olli Pousi                 | hink-stap-springen (m)   | DNF       | kwalificatie groep A: geen geldige poging                                       |
| Tapani Haapakoski          | polsstokhoogspringen (m) | 9e        | kwalificatie groep B: 3de met 5,40m finale: 9de met 5,45m                       |
| Antti Kalliomäki           | polsstokhoogspringen (m) | DNF       | kwalificatie groep A: geen geldige poging                                       |
| Rauli Pudas                | polsstokhoogspringen (m) | 12e       | kwalificatie groep B: 4de met 5,35m finale: 12de met 5,25m                      |
| Reijo Ståhlberg            | kogelstoten (m)          | 4e        | kwalificatie: 4de met 20,53m finale: 4de met 20,82m                             |
| Markku Tuokko              | discuswerpen (m)         | 9e        | kwalificatie: 9de met 62,14m finale: 9de met 61,84m                             |
| Aimo Aho                   | speerwerpen (m)          | 9e        | kwalificatie: 9de met 82,12m finale: 9de met 80,58m                             |
| Antero Puranen             | speerwerpen (m)          | 5e        | kwalificatie: 5de met 84,02m finale: 5de met 85,12m                             |
| Pentti Sinersaari          | speerwerpen (m)          | 6e        | kwalificatie: 10de met 80,30m finale: 6de met 84,34m                            |
| Harri Huhtala              | kogelslingeren (m)       | 9e        | kwalificatie: 6de met 72,46m finale: 9de met 71,96m                             |
| Juha Tiainen               | kogelslingeren (m)       | 10e       | kwalificatie: 10de met 70,82m finale: 10de met 71,38m                           |
| Esa Jokinen                | tienkamp (m)             | 9e        | 7826 punten                                                                     |
| Johannes Lahti             | tienkamp (m)             | 11e       | 7765 punten                                                                     |
|                            |                          |           |                                                                                 |
| Helinä Laihorinne-Marjamaa | 100m (v)                 | DNF       | serie 1: 5de in 11,70 kwartfinale 3: niet gefinisht                             |
| Pirjo Wilmi-Häggman        | 400m (v)                 | 7e        | serie 3: 3de in 52,56 halve finale 1: 3de in 51,02 finale: 7de in 51,35         |
| Tiina Lillak               | speerwerpen (v)          | 14e       | kwalificatie groep B: 6de met 56,26m                                            |

### Boksen
| Olympiër        | Onderdeel | Resultaat | Prestatie |
| --------------- | --------- | --------- | --- |
| Antti Juntumaa  | -48kg (m) | 9e        | 1ste ronde: W van ETH Asfaw: knock-out 2de ronde: V van ROU Schiopu: 1-4                                        |
| Veli Koota      | -54kg (m) | 9e        | 1ste ronde: W van YUG Šaćirović: scheidsrechterlijke beslissing 2de ronde: V van VEN Pinango: gediskwalificeerd |
| Hannu Kaislama  | -57kg (m) | 33e       | 1ste ronde: V van GDR Fink: 0-5                                                                                 |
| Kalevi Marjamaa | -67kg (m) | 9e        | 1ste ronde: W van NGR Omoruyi: 5-0 2de ronde: V van ROU Budușan: scheidsrechterlijke beslissing                 |
| Tarmo Uusivirta | -75kg (m) | 9e        | 1ste ronde: vrij 2de ronde: V van POL Rybicki: scheidsrechterlijke beslissing                                   |

### Boogschieten
| Olympiër         | Onderdeel       | Resultaat | Prestatie                                                                            |
| ---------------- | --------------- | --------- | ------------------------------------------------------------------------------------ |
| Kyösti Laasonen  | individueel (m) | 7e        | 1ste ronde: 10de met 1212 punten 2de ronde: 11de met 1207 punten totaal: 2419 punten |
| Tomi Poikolainen | individueel (m) | Goud      | 1ste ronde: 5de met 1220 punten 2de ronde: 2de met 1235 punten totaal: 2455 punten   |
|                  |                 |           |                                                                                      |
| Carita Jussila   | individueel (v) | 14e       | 1ste ronde: 15de met 1140 punten 2de ronde: 15de met 1158 punten totaal: 2298 punten |
| Päivi Meriluoto  | individueel (v) | Brons     | 1ste ronde: 3de met 1217 punten 2de ronde: 2de met 1232 punten totaal: 2477 punten   |

### Gewichtheffen
| Olympiër       | Onderdeel   | Resultaat | Prestatie                                                        |
| -------------- | ----------- | --------- | ---------------------------------------------------------------- |
| Arvo Ojalehto  | -56kg (m)   | 13e       | trekken: 8ste met 105kg stoten: 13de met 132,5kg totaal: 237,5kg |
| Juhani Salakka | -67,5kg (m) | 10e       | trekken: 9de met 130kg stoten: 14de met 152,5kg totaal: 282,5kg  |
| Tapio Kinnunen | -75kg (m)   | 6e        | trekken: 6de met 142,5kg stoten: 6de met 177,5kg totaal: 320kg   |
| Juhani Avellan | -82,5kg (m) | 8e        | trekken: 8ste met 150kg stoten: 10de met 182,5kg totaal: 332,5kg |
| Pekka Niemi    | -100kg (m)  | 10e       | trekken: 11de met 155kg stoten: 10de met 192,5kg totaal: 348,5kg |
| Viktor Sirkiä  | -110kg (m)  | 9e        | trekken: 9de met 150kg stoten: 7de met 192,5kg totaal: 342,5kg   |
| Jouko Leppä    | +110kg (m)  | DNF       | trekken: 9de met 160kg stoten: geen geldige poging               |

### Judo
| Olympiër        | Onderdeel       | Resultaat | Prestatie                                                                                    |
| --------------- | --------------- | --------- | -------------------------------------------------------------------------------------------- |
| Reino Fagerlund | -60kg (m)       | 7e        | 1ste ronde: V van FRA Rey herkansingen: W van POR Mendoca herkansingen 2: V van TCH Petrikov |
| Seppo Myllylä   | -71kg (m)       | 12e       | 1ste ronde: W van ROU Roman 2de ronde: V van GDR Lehmann                                     |
| Jaakko Saari    | open klasse (m) | 15e       | 1ste ronde: V van BRA Carmona                                                                |

### Kanovaren
| Olympiër                  | Onderdeel     | Resultaat | Prestatie                                                                    |
| ------------------------- | ------------- | --------- | ---------------------------------------------------------------------------- |
| Timo Grönlund             | C-1 500m (m)  | 6e        | serie 1: 4de in 1.56,49 halve finale: 2de in 1.57,92 finale: 6de in 1.55,94  |
| Timo Grönlund             | C-1 1000m (m) | 6e        | serie 1: 5de in 4.11,11 halve finale: 1ste in 4.19,82 finale: 6de in 4.17,37 |
| Jarmo Hakala Jyrki Hakala | C-2 500m (m)  | 10e       | serie 1: 5de in 1.49,81 halve finale: 4de in 1.49,40                         |
| Jarmo Hakala Jyrki Hakala | C-2 1000m (m) | 10e       | serie 1: 5de in 3.47,37 halve finale: 4de in 4.03,89                         |
| Hannu Kojo                | K-1 1000m (m) | 19e       | serie 2: 7de in 4.10,66 herkansingen: 5de in 3.58,98                         |

### Moderne vijfkamp
| Olympiër                                    | Onderdeel | Resultaat | Prestatie    |
| ------------------------------------------- | --------- | --------- | ------------ |
| Heikki Hulkkonen                            | mannen    | 10e       | 5227 punten  |
| Jussi Pelli                                 | mannen    | 24e       | 5032 punten  |
| Pekka Santanen                              | mannen    | 31e       | 4828 punten  |
| Heikki Hulkkonen Jussi Pelli Pekka Santanen | team (m)  | 7e        | 15087 punten |

### Paardensport
| Olympiër             | Onderdeel   | Resultaat | Prestatie                                                                                           |
| Dressuur             | Dressuur    | Dressuur  | Dressuur                                                                                            |
| -------------------- | ----------- | --------- | --------------------------------------------------------------------------------------------------- |
| Kyra Kyrklund        | individueel | 5e        | kwalificatie: 4de met 1458 punten finale: 5de met 1121 punten                                       |
| Springconcours       |             |           | |
| Christopher Wegelius | individueel | 12e       | 1ste ronde: 10de met 16 strafpunten 2de ronde: 12de met 14,25 strafpunten totaal: 30,25 strafpunten |

### Roeien
| Olympiër         | Onderdeel | Resultaat | Prestatie                                                                        |
| ---------------- | --------- | --------- | -------------------------------------------------------------------------------- |
| Pertti Karppinen | skiff (m) | Goud      | serie 2: 1ste in 7.43,80 halve finale 2: 1ste in 7.15,90 finale: 1ste in 7.09,61 |

### Schermen
| Olympiër                                                                    | Onderdeel      | Resultaat | Prestatie |
| --------------------------------------------------------------------------- | -------------- | --------- | --------- |
| Heikki Hulkkonen                                                            | degen (m)      | 27e       |           |
| Peder Planting                                                              | degen (m)      | 36e       |           |
| Mikko Salminen                                                              | degen (m)      | 30e       |           |
| Peter Grönholm Heikki Hulkkonen Kimmo Puranen Peder Planting Mikko Salminen | degen team (m) | 9e        |           |

### Schietsport
| Olympiër         | Onderdeel              | Resultaat | Prestatie                             |
| ---------------- | ---------------------- | --------- | ------------------------------------- |
| Timo Hagman      | 50m geweer 3 houdingen | 19e       | 1146 punten: (394-385-367)            |
| Mauri Röppänen   | 50m geweer 3 houdingen | 4e        | 1164 punten: (397-388-379)            |
| Timo Hagman      | 50m geweer liggend     | 5e        | 597 punten: (99-100-99-99-100-100)    |
| Jyrki Lehtonen   | 50m geweer liggend     | 25e       | 592 punten: (100-99-99-98-98-98)      |
| Paavo Palokangas | 50m pistool            | 8e        | 561 punten: (91-94-93-96-94-93)       |
| Seppo Saarenpää  | 50m pistool            | 5e        | 565 punten: (91-98-96-94-95-91)       |
| Olavi Heikkinen  | 25m snelvuurpistool    | 29e       | 582 punten: (295-287)                 |
| Ari Westergård   | skeet                  | 8e        | 195 punten: (25-24-25-24-25-25-24-23) |
| Jorma Lievonen   | 50m bewegend doel      | 6e        | 584 punten: (295-289)                 |
| Juha Rannikko    | 50m bewegend doel      | 12e       | 573 punten: (290-283)                 |

### Voetbal
| Olympiër | Onderdeel | Resultaat | Prestatie                                                                 |
| --- | --------- | --------- | ------------------------------------------------------------------------- |
| Olli Isoaho Aki Lahtinen Juha Helin Kari Virtanen Hannu Turunen Juha Dahllund Vesa Pulliainen Juhani Himanka Ari Tissari Jouko Alila Jouko Kataja Teuvo Vilen Raimo Kuuluvainen Tomi Jalo Jouko Soini Juha Rissanen | mannen    | 9e        | groep D: 3de V van Joegoslavië: 0-2 G van Irak: 0-0 W van Costa Rica: 3-0 |

| Groep D |             |             |             |             |             |            |            |            |        |
| #       | Land        | Wedstrijden | Wedstrijden | Wedstrijden | Wedstrijden | Doelpunten | Doelpunten | Doelpunten | Punten |
| #       | Land        | G           | W           | G           | V           | V          | T          | Saldo      | Punten |
| 1       | Joegoslavië | 3           | 2           | 1           | 0           | 6          | 3          | +3         | 5      |
| 2       | Irak        | 3           | 1           | 2           | 0           | 4          | 1          | +3         | 4      |
| 3       | Finland     | 3           | 1           | 1           | 1           | 3          | 2          | +1         | 3      |
| 4       | Costa Rica  | 3           | 0           | 0           | 3           | 2          | 9          | -7         | 0      |

| Ronde      | Datum | Plaats      | Land | Score      | Land |
| ---------- | ----- | ----------- | ---- | ---------- | ---- |
| Groepsfase |       |             |      |            |      |
| 21 juli    | Minsk | Joegoslavië | 2-0  | Finland    |      |
| 23 juli    | Kiev  | Finland     | 0-0  | Irak       |      |
| 23 juli    | Kiev  | Finland     | 3-0  | Costa Rica |      |

### Wielersport
| Olympiër                                                    | Onderdeel                     | Resultaat | Prestatie                      |
| Baan                                                        | Baan                          | Baan      | Baan                           |
| ----------------------------------------------------------- | ----------------------------- | --------- | ------------------------------ |
| Sixten Wackström                                            | individuele achtervolging (m) | 11e       | kwalificatie: 11de met 4.50,17 |
| Weg                                                         |                               |           |                                |
| Harry Hannus                                                | wegwedstrijd (m)              | 12e       | 4:57.39,9                      |
| Kari Puisto                                                 | wegwedstrijd (m)              | 24e       | 4:57.38,9                      |
| Mauno Uusivirta                                             | wegwedstrijd (m)              | 38e       | 5:05.47,9                      |
| Sixten Wackström                                            | wegwedstrijd (m)              | DNF       | niet gefinisht                 |
| Harry Hannus Kari Puisto Patrick Wackström Sixten Wackström | ploegentijdrit (m)            | 7e        | 2:05.58,2                      |

### Worstelen
| Olympiër         | Onderdeel   | Resultaat   | Prestatie |
| Vrije stijl      | Vrije stijl | Vrije stijl | Vrije stijl |
| ---------------- | ----------- | ----------- | --- |
| Pekka Rauhala    | -68kg (m)   | 9e          | 1ste ronde: V van CUB Ramos 2de ronde: W van AUS Kelevitz: 9-2 3de ronde: W van MGL Oidov: 13-12 4de ronde: V van YUG Sejdi                                                               |
| Grieks-Romeins   |             |             | |
| Reijo Haaparanta | -48kg (m)   | 5e          | 1ste ronde: W van ITA Maenza: 10-9 2de ronde: W van SWE Andersson 3de ronde: V van BUL Hristov: 0-27 4de ronde: V van HUN Seres: 2-17                                                     |
| Taisto Halonen   | -52kg (m)   | 7e          | 1ste ronde: V van URS Blagidze 2de ronde: V van BUL Mladenov: 3-4 |
| Pertti Ukkola    | -57kg (m)   | 8e          | 1ste ronde: V van BUL Donev 2de ronde: W van CUB Pérez 3de ronde: V van ROU Boţilă: 4-6                                                                                                   |
| Tapio Sipilä     | -68kg (m)   | 13e         | 1ste ronde: V van URS Nalbandyan: gediskwalificeerd 2de ronde: V van ROU Rusu |
| Mikko Huhtala    | -74kg (m)   | Brons       | 1ste ronde: W van CUB Barban 2de ronde: W van IRQ Ahmed: gediskwalificeerd 3de ronde: W van POL Dziadura: 7-3 4de ronde: vrij 5de ronde: V van HUN Kocsis 6de ronde: V van URS Bykov: 4-7 |
| Jarmo Övermark   | -82kg (m)   | 8e          | 1ste ronde: V van SWE Andersson: 5-8 2de ronde: V van POL Dolgowicz |
| Keijo Manni      | -90kg (m)   | 12e         | 1ste ronde: V van HUN Növényi 2de ronde: W van FRA Andanson: 15-8 3de ronde: V van GDR Horschel                                                                                           |

### Zeilen
| Olympiër                        | Onderdeel | Resultaat | Prestatie                         |
| ------------------------------- | --------- | --------- | --------------------------------- |
| Esko Rechardt                   | finn      | Goud      | 36,7 punten: (4-1-4-DSQ-3-1-9)    |
| Jouko Lindgren Georg Tallberg   | 470       | Brons     | 39,7 punten: (4-2-3-5-9-7-1)      |
| Pekka Narko Juha Siira          | tornado   | 6e        | 47,7 punten: (5-6-4-1-5-4-6)      |
| Mathias Tallberg Peter Tallberg | star      | 11e       | 88,7 punten: (12-6-4-12-11-10-13) |

### Zwemmen
| Olympiër          | Onderdeel           | Resultaat | Prestatie               |
| ----------------- | ------------------- | --------- | ----------------------- |
| Martti Järventaus | 100m schoolslag (m) | 18e       | serie 4: 5de in 1.06,81 |
| Martti Järventaus | 200m schoolslag (m) | 16e       | serie 3: 6de in 2.28,04 |

Afghanistan · Algerije · Andorra · Angola · Australië · België · Benin · Birma · Botswana · Brazilië · Bulgarije · Colombia · Congo-Brazzaville · Costa Rica · Cuba · Cyprus · Denemarken · Dominicaanse Republiek · Duitse Democratische Republiek · Ecuador · Ethiopië · Finland · Frankrijk · Griekenland · Groot-Brittannië · Guatemala · Guinee · Guyana · Hongarije · Ierland · IJsland · India · Irak · Italië · Jamaica · Joegoslavië · Jordanië · Kameroen · Koeweit · Laos · Lesotho · Libanon · Liberia · Libië · Luxemburg · Madagaskar · Mali · Malta · Mexico · Mongolië · Mozambique · Nederland · Nepal · Nicaragua · Nieuw-Zeeland · Nigeria · Noord-Korea · Oeganda · Oostenrijk · Peru · Polen · Portugal · Puerto Rico · Roemenië · San Marino · Senegal · Seychellen · Sierra Leone · Sovjet-Unie · Spanje · Sri Lanka · Syrië · Tanzania · Trinidad en Tobago · Tsjecho-Slowakije · Venezuela · Vietnam · Zambia · Zimbabwe · Zweden · Zwitserland